# Rosenbuget sangfluesnapper
Den rosenbugede sangfluesnapper (latin: Petroica rodinogaster) er en lille tyk fugl. Hannen er brunsort øverst med sort hals og hoved, den har en lille hvid plet over dens næb. Sidst men ikke mindst er hannens bryst og mave lyserød, deraf navnet. Hunnen er som hos mange andre fugle arter knap så bemærkelsesværdig. Øverst er hunnen olivenbrun og nederst gulbrun med et svagt lyserødt skær, dertil har hun en lille gulbrun plet over næbet. Både hannen og hunnen har mørke halefjer.
Den rosenbugede sangfluesnapper findes kun nær ved Victorias kysterne og på Tasmanien. Dens føde består af insekter, som den fanger på jorden eller i lave buske. Den yngler i fugtige regnskove og bygger sin rede af mos, spindelvæv og græs. Hunnen udruger æggene, mens hannen fodrer hende.